# Aethalochroa insignis
Aethalochroa insignis är en bönsyrseart som beskrevs av Wood-mason 1878. Aethalochroa insignis ingår i släktet Aethalochroa och familjen Toxoderidae. Inga underarter finns listade i Catalogue of Life.